# Il palio d'Italia
Il palio d'Italia è un programma televisivo italiano di genere enogastronomico, naturalistico e turistico, in onda dal 9 ottobre 2023 con la conduzione di Angela Rafanelli. Inizialmente trasmesso su Rai 3 fino al 15 dicembre 2023, dal 6 ottobre 2024 viene trasmesso su Rai 2.

## Il programma
Il programma, ideato da Giuseppe Bosin e curato da Francesco Sturlese, è prodotto da prodotto da Stand by Me per la direzione intrattenimento day-time della Rai e condotto da Angela Rafanelli, la quale viaggia raccontando la cultura e le tradizioni del territorio italiano.

## Edizioni
| Edizione | Anno | Rete televisiva | Conduzione       | Periodo        | Periodo          | Puntate | Regia           |
| Edizione | Anno | Rete televisiva | Conduzione       | Inizio         | Fine             | Puntate | Regia           |
| -------- | ---- | --------------- | ---------------- | -------------- | ---------------- | ------- | --------------- |
| 1ª       | 2023 | Rai 3           | Angela Rafanelli | 9 ottobre 2023 | 15 dicembre 2023 | 30      | Jovica Nonković |
| 2ª       | 2024 | Rai 2           | Angela Rafanelli | 6 ottobre 2024 | 15 dicembre 2024 | 11      | Jovica Nonković |

## Programmazione
| Edizione | Rete televisiva | Anno | Stagione | Orario      | Durata | Programmazione | Programmazione | Programmazione | Programmazione | Programmazione | Programmazione | Programmazione | Collocazione |
| Edizione | Rete televisiva | Anno | Stagione | Orario      | Durata | L              | M              | M              | G              | V              | S              | D              | Collocazione |
| -------- | --------------- | ---- | -------- | ----------- | ------ | -------------- | -------------- | -------------- | -------------- | -------------- | -------------- | -------------- | ------------ |
| 1ª       | Rai 3           | 2023 | autunno  | 15:20-15:45 | 25 min |                |                |                |                |                |                |                | Day-time     |
| 2ª       | Rai 2           | 2024 | autunno  | 14:00-14:50 | 50 min |                |                |                |                |                |                |                | Day-time     |